# Karl Christoph Hofacker

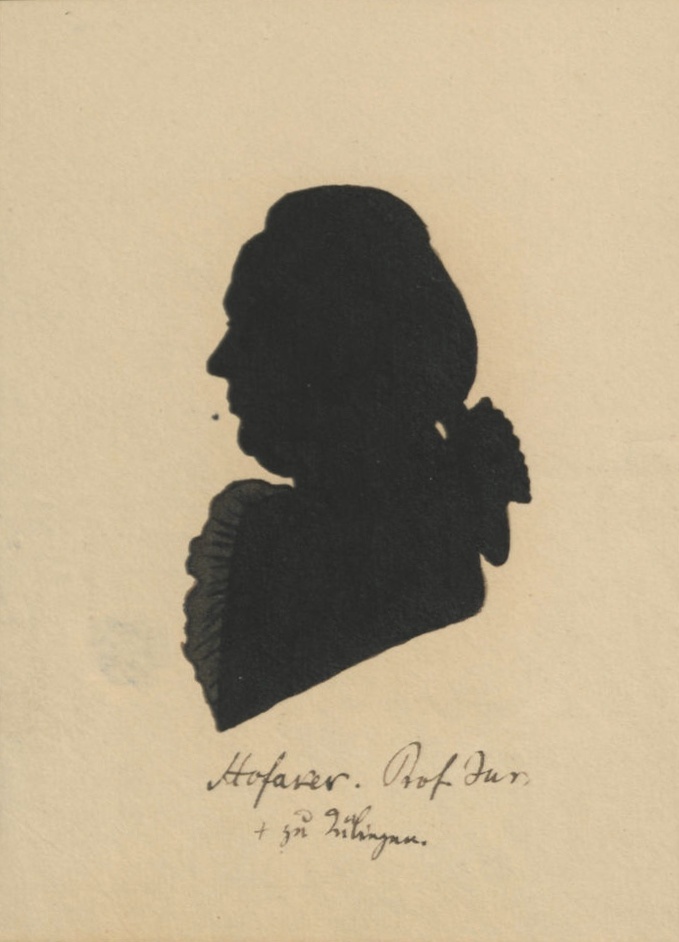
Karl Christoph Hofacker

Karl Christoph Hofacker (häufig auch Carl Christoph Hofacker; * 26. Februar 1749 in Böhringsweiler; † 20. April 1793 in Tübingen) war ein deutscher Rechtswissenschaftler und Hochschullehrer.

## Leben
Hofacker war der Sohn des Kammerbeamten Carl Ferdinand Hofacker. Er erlernte schnell das Schreiben und Lesen. In Neuenstadt am Kocher bekam er seine erste Schulbildung und erlernte die lateinische Sprache. Nachdem sein Vater nach Lauffen am Neckar versetzt worden war, erhielt er dort seine weitere Schulbildung, die jedoch nicht das notwendige Niveau hatte. Daher wurde Hofacker zu seinem Lehrer nach Neuenstadt zurückgeschickt. 1762 konnte er das Gymnasium illustre in Stuttgart beziehen, an dem sein Onkel zu der Zeit Rektor war.
Hofacker ging nach der Abschlussprüfung, die er sehr gut bestand, 1766 an die Universität Tübingen. Dort widmete er sich neben dem Studium der Philosophie auch dem Studium der Rechtswissenschaft. Nach einer längeren Fiebererkrankung ging er 1768 an die Universität Göttingen, an der er das Studium der Rechte fortsetzte. 1771 wurde er dort mit der Dissertation De originibus et fatis successionis ex jure primogeniturae in familiis illustribus Germaniae zum Doktor der Rechte promoviert. Zugleich erhielt er die Venia Legendi und lehrte anschließend an der Göttinger Universität Pandekten, Natur-, Völker- und allgemeines Staatsrecht. Zudem gab er dem Grafen Heinrich LII. Reuß rechtswissenschaftliche Repetitorien. Auf Vermittlung von Johann Stephan Pütter wurde er Mitarbeiter der Göttingischen Gelehrten Anzeigen.
Hofacker wurde nach dem Tod von Eberhard Christoph Canz 1773 als ordentlicher Professor und wirklicher württembergischer Rat an die Universität Tübingen berufen. Dort hatte er zunächst die fünfte Professur inne und rückte allmählich bis zur zweiten Professur auf. 1779/1780 war er außerdem Rektor der Universität. Zudem wurde er 1783 Professor am Tübinger Collegium illustre.
Rufe der Universitäten Göttingen, Halle, Helmstedt, Mainz und Rostock lehnte er ab.
Er verstarb an Flecktyphus. Sein Tod wurde unter großer Anteilnahme betrauert.

## Werke (Auswahl)
- De originibus et fatis successionis ex iure primogeniturae in familiis illustribus Germaniae, Hagen, Erfurt 1774.
- Elementa Iuris civilis Romanorum, Göttingen 1784.
- Principia Iuris Civilis Romano-Germanici., 3 Bände, Cotta, Tübingen 1788–1798.
- Opuscula iuridica, Stuttgart 1804.